# Каляри
Вижте пояснителната страница за други значения на Каляри.
Ка̀ляри (на италиански: Cagliari; на сардински: Casteddu, Кастѐдду) е град и община в Италия, административен център на провинция Каляри и регион Сардиния. Разположен е в южната част на остров Сардиния, при свързването на лагуната Станьо ди Каляри с Калярския залив на Средиземно море. Населението му е около 154 460 души (2015).

## История
Градът е основан през 7 век пр.н.е. от картагенски колонисти под името Ка̀ралис и се превръща в главния град на остров Сардиния. Заедно с целия остров е завладян от римляните през 238 пр.н.е., малко след Първата пуническа война. По време на Втората пуническа война Каралис е седалище на римски претор. Около 440 е присъединен към Вандалското кралство, а около 534 - към Източната Римска империя. След изтеглянето на византийците от острова през втората половина на 6 век, там са образувани 4 независими държави, една от които е с център Каляри.
През 11 век Каляри е завладян от Пиза и остава под пизански контрол до 14 век, когато цяла Сардиния е подчинена от Арагон. През 18 век за кратко е под австрийско управление, след което става владение на Савойската династия, чиито представители приемат титлата крал на Сардиния. След Френската революция жителите на Каляри отблъскват опит на французите да превземат града. След този успех, те се опитват да си издействат по-голямо влияние в управлението на кралството, но бунтът им е потушен.
През 1861 градът става част от обединена Италия. През 1943, по време на Втората световна война, Каляри е тежко засегнат от британско-американски бомбардировки. След излизането на Италия от войната през септември 1943, германските войски установяват контрол над острова, но малко по-късно се изтеглят мирно на континента и Каляри е окупиран от американците.

## Спорт
Представителният футболен отбор на града носи името Каляри Калчо. Дългогодишен участник е в италианската Серия А.

## Личности
Родени
- Катерина Мурино (р. 1977), актриса